# 上之村神社
上之村神社（かみのむらじんじゃ）は、埼玉県熊谷市の上之地区にある神社。別称は上之雷電神社（かみのらいでんじんじゃ）。末社と併せて上之村神社・大雷神社（かみのむらじんじゃ・だいらいじんじゃ）とも呼ばれる。
境内地の広さは、熊谷市内の神社では随一の広さを誇る。本社、末社ともに本殿は県の文化財、また境内入口の木製両部鳥居は市内最古で市の文化財に指定されている。
忍城主、成田家の本拠地である「上之」に鎮座。成田氏8代目五郎家時は800年以上前に雷電神社を改修し、中興の祖としてしられる。

## 本社 上之村神社
祭神は次の3柱。
- 大己貴命
- 事代主命
- 大山祇神

江戸期の祭神は大山祇神のみであったが、明治2年に社名を「久伊豆神社」から「上之村神社」に改称した際に、主祭神を事代主命、相殿の神を大山祇神と大己貴命に改めた。例祭は7月27日に行われる。

## 歴史
創建時期ははっきりとしていないが、社伝によると、再建は応永年間に成田五郎家時によってなされたといわれている。その後、成田氏の庇護の下、有力な神社になっていくが、天正18年に、成田氏の忍城が落城し、当社は成田氏の庇護から離れ、徳川氏の支配に組み込まれることになった。慶長9年には、徳川家康により上之村内30石が安堵されている。社名は、明治2年に現在の上之村神社に改められるまで、「久伊豆神社」あるいは「久伊豆明神社」と号していた。

## 末社 大雷神社
末社の大雷神社（だいらいじんじゃ）は、大雷神（おおいかづちのかみ）を祭神とし、埼玉県で最大の雷電神社である。およそ1000年前に雷神社（兵庫県豊岡市）より勧請した。大雷神社の造営に際し、『のぼうの城』で知られる忍城主、成田長泰が扉を奉納しており、この扉と大雷神社の本殿は、上之村神社の本殿と共に埼玉県指定文化財となっている。
現在も「上之の雷電さま」と親しまれている。地域住民には神社の正式名称である「上之村神社」ではなく、雷電神社という社名が一般化している。電気の神様として、関東一円より、雷除けあるいは電力会社、電気工事、電化製品、IT事業者からの崇敬を集める。
7月28日に例祭「大雷講（だいらいこう）」が行われる。この日に限り、講員は宮司はじめ神職のみしか参入を許されない御垣内への参入を許される。

## 現地情報
所在地
- 埼玉県熊谷市上之16

交通アクセス
- 国道17号熊谷バイパス「上之（雷電神社）」交差点から、車で1分
- 熊谷市内循環バスゆうゆうバスグライダー号「上之」バス停下車、徒歩約6分。